# Školjić (Iž)
Školjić je nenaseljeni otočić jugoistočno od Iža.
Njegova površina iznosi 0,018 km². Dužina obalne crte iznosi 0,51 km.